# Svět záhad Arthura C. Clarka A–Z
Svět záhad Arthura C. Clarka A–Z: od Atlantidy k Zombie je kniha dokumentaristů Simona Welfara a Johna Fairleyho, která literárním způsobem zpracovává jednotlivá témata velmi populárních televizních dokumentárních seriálů Záhady světa Arthura C. Clarka a Svět tajemných sil Arthura C. Clarka.
V knize je stručným způsobem popsáno přibližně 80 témat, které spisovatel Arthur C. Clarke pokládal za dostatečně významná a málo objasněná, aby jimi ve svém televizním dokumentu podrobněji zabýval. Clarkova spolupráce s autory knihy byla velmi úzká – sám napsal ke knize obsáhlý úvod, kde vysvětluje svůj přístup k výběru v knize uvedených záhadných jevů a skutečností a spekuluje o možnosti jejich definitivního objasnění. Při výběru témat se Clarke řídil ohodnocením ve 3 kategoriích: 1. věrohodnosti, 2. podivnosti a 3. důležitosti jevu. Všechna témata v knize uváděná získala u něho nenulová skóre v prvních dvou kategoriích.
V ČR vyšel český překlad knihy v roce 1994 v nakladatelství Argo (ISBN 80-85794-43-8).

## Obsah
Dále je uveden pouze velmi stručný nástin obsahu těch kapitol, které jsou relativně obsáhlé nebo se zabývají obecné známými a populárními tajemnými skutečnostmi.

### Atlantida
První zmínky o bájné zemi zničené obrovskou přírodní katastrofou se vyskytují v dílech řeckého filozofa Platóna Kritias a Timatois. Je uveden výčet 10 míst na Zemi, která jsou nejčastěji spojována s bájnou Atlantidou a na nichž se různí badatelé pokoušeli nalézt její pozůstatky.

### Bermudský trojúhelník
Autoři líčí pátrání výzkumného plavidla Deep See na mořském dně v blízkosti pobřeží Floridy a nález několika vraků letadel. Dále je připojen seznam celkem 16 letadel a 20 námořních lodí, jejichž zmizení v oblasti Bermudského trojúhelníku nebylo spolehlivě vysvětleno. U všech je uveden údaj o době katastrofy a stručný popis technických dat a počet zmizelých osob.
Konec kapitoly se zabývá výčtem a popisem teorií, které jsou s anomálními jevy v Bermudském trojúhelníku spojovány. Přitom je zde zdůrazněno, že značné množství událostí lze vysvětlit přirozenou cestou a mnohé senzační nálezy mají spornou hodnotu.

### Čínský divoch
Kapitola se zabývá údajným výskytem humanoidního tvora o v jihozápadní Číně. Svědkové údajně uvádějí setkání s tvorem o výšce asi 2 metry, porostlého zrzavou srstí a pohybujícího se po zadních končetinách.
V roce 1989 byla uspořádána vědecká expedice, která měla výskyt tvora potvrdit nebo vyvrátit. Její vedoucí, profesor university v Ohiu, po skončení expedice prohlásil, že podle jeho mínění je pravděpodobnost existence divocha asi 50%. Expedice přitom objevila a přivezla kosti dávného a zřejmě vyhynulého primáta Gigantopitheca.
Pokud připustíme, že tvor skutečně existuje, pak autoři uvádí jako možné vysvětlení buď přežívající potomky domněle vyhynulého Gigantopitheca, existenci doposud neznámého druhu orangutana nebo i přežívající skupinu neandrtálců.

### Duchové a zjevení
Autoři knihy citují z řady protokolů, popisujících zážitky lidí, kteří tvrdí že se setkali s duchem zemřelého člověka a uvádějí zároveň, že tyto příhody jsou obvykle vázány k určité lokalitě (strašidelné domy, staré hrady, místa bývalých popravišť). Zjevení se údajně nevyskytují pouze v noci, ale jsou popisovány zážitky pozorování duchů za jasného denního světla. Zároveň však autoři připouštějí, že řada hlášení bývá falešná ať již nevědomě, kdy svědek podlehl pouze smyslové poruše nebo autosugesci nebo na sebe chtěl naopak obrátit pozornost veřejnosti.

### ESP – mimosmyslové vnímání
V této kapitole se autoři zabývají přenášením myšlenek na dálku, označovaném také jako spontánní telepatie. Je opět citována řada případů, kdy různé osoby tvrdily, že dostaly myšlenkový vzkaz od svých blízkých nebo přátel, kteří pobývali ve značné vzdálenosti. Přitom jim odesilatel vzkazu toužil sdělit něco podstatného (místo úkrytu cenného předmětu) nebo k jevu ESP došlo v okamžiku ohrožení vysílají osoby – úraz, přepadení nebo smrt.
Autoři dále uvádějí, že medicínský výzkum tohoto úkazu doposud nepřinesl žádné věrohodné vysvětlení ani reprodukovatelné výsledky při pokusech o přenos energie myšlenek na dálku.

### Faraonovo prokletí
Pod tímto titulkem je často citován mediálně mnohokrát přetřásaný případ série úmrtí osob, které se zúčastnili otevření hrobky faraona Tutanchamóna v Egyptě roku 1922. Zastánci parapsychologických teorií tvrdili, že se jedné o mocnou a silnou kletbu starobylých egyptských vládců, střízlivější teorie pak uvažují o kultuře smrtících bakterií, která v prostorách pohřební komory byla uložena před jejím uzavřením. Je však i značná pravděpodobnost, že ke všemu došlo pouze souhrou náhod a novináři ve snaze o senzaci řadu údajů popsali zkresleně nebo záměrně nezveřejnili skutečnosti, které celou záležitost stavějí do normálního světla.

### Jezerní příšery
Kniha uvádí nejznámější lokality s hlášeným výskytem neznámých tvorů, jejichž velikost a popis naznačuje, že se může jednat o doposud neznámého živočicha – plaza, savce, obojživelníka, ale třeba i mimořádně velkého úhoře…
1. Nejpopulárnějším z nich je bezesporu skotské jezero Loch Ness, jehož nestvůra Nessie byla mnohokrát předmětem novinových článků a televizních zpráv. Existuje dokonce několik fotografií tohoto živočicha o jejichž pravosti vedou odborníci spory. Kniha cituje řadu svědectví setkání s tímto tvorem.
2. Nestvůra z jezera Oganakan v kanadské provincii Britská Kolumbie byla několikrát hlášena od roku 1974, přičemž důvěryhodná svědkyně dokonce prohlašuje, že se s živočichem přímo fyzicky srazila při koupání. Pozorování tvora, který dostal jméno Ogopogo hlásila i řada dalších lidí. Existuje i filmový materiál z roku 1977, zachycující pohyby neznámého tvora v jezeře. Rozbor filmového materiálu udává, že nafilmovaný objekt měří přibližně 18 m a poměrně rychle se pohybuje.
3. Podobnou příšerou se chlubí i další kanadské jezero Manitoba nazvanou Manipogo a dalším podobném jezeře Champlain zase vídají čas od času tvora pojmenovaného Champ. V Japonsku je zase populární příšera Issie.

### Kamenné rébusy
Kapitola se zabývá existencí přibližně tisícovky starých kamenných kruhových staveb na Britských ostrovech. Široké veřejnosti je rozhodně nejvíce známý objekt Stonehenge, existuje však řada staveb o podobné velikosti, jejichž vznik současná archeologie přiřazuje do období zhruba před 4 000 lety. Značná část podobných objektů byla v minulosti zlikvidována, protože překážela zemědělcům v obdělávání půdy nebo bránila výstavbě nových domů. Skutečný účel těchto staveb je dodnes hádankou, autoři knihy uvádějí příklady některých nejčastěji uváděných teorií:
1. Kruhy jsou dílem uprchlíků ze zaniklé Atlantidy a umožňovaly jim využívat neznámé druhy energií, popřípadě jsou přímým napojením na skrytou podzemní energii Země.
2. Jedná se pozůstatky náboženského kultu Druidů, může jít o jejich chrámy pod širým nebem, místa výuky nových adeptů (jakési univerzity) a další…
3. Jedná se prastaré pohřebiště nebo památníky mrtvým
4. Jde o místa náboženských slavností
5. Jsou to jakási obětiště, která mají usmířit nepřátelsky naladěné přírodní duchy
6. Pravěké astronomické observatoře, jednotlivé balvany v kruzích jsou uspořádány tak, aby v přesně určený den určovaly polohu význačných objektů na noční obloze

### Kořeny zla
Tématem této části je magie, která je údajně schopna způsobit smrt. Víra v tento druh kouzel je velmi rozšířena např. na Srí Lance na ostrovech Mexického zálivu nebo i v jižních státech USA. V kapitole je uvedeno několik svědectví lékařů kteří byli přítomni při medicínsky nevysvětleném případu úmrtí zdravého člověka, který tvrdil, že byl proklet šamanem či čarodějem a musí proto v určitou dobu zemřít.

### Kulový blesk
Autoři uvádějí několik svědectví lidí, kteří osobně pozorovali kulový blesk a popisují také několik teorií vzniku tohoto úkazu.

### Marie Celesta
Záhadně opuštěná plachetnice Marie, kterou novináři posléze mylně přejmenovali na Marii Celestu byla objevena opuštěná, bez posádky 4. prosince 1812 v Atlantiku poblíž Britských ostrovů. Loď vyplula z přístavu poblíž New Yorku 7. listopadu s nákladem alkoholu do Evropy. Na palubě lodi nebyly nalezeny známky násilí (únos posádky) nebo zjevné důvody zmizení 14 osob, které se na lodi plavily. Byla vyslovena řada teorií, proč k opuštění lodi došlo, žádná z nich však doposud nebyla definitivně prokázána jako pravdivá. Příklady uvedených teorií:
1. Kapitán se domníval, že lodi hrozí potopení díky trhlině v trupu a nařídil nalodění do záchranných člunů.
2. Posádka opojená převáženým alkoholem se vzbouřila, zavraždila kapitána a uprchla v záchranném člunu.
3. Přepadení piráty.
4. Posádka byla stažena do hlubin obří chobotnicí nebo krakaticí.
5. Nákaza posádky neznámou chorobou a pokus o záchranu v člunech nebo šílenství vlivem onemocnění.
6. Obavy před výbuchem alkoholových par v podpalubí lodi.
7. Posádku lodi ve skutečnosti zavraždili námořníci lodi, kteří ohlásili její objev.

### Mořské nestvůry
Autoři popisují několik svědectví námořníků o setkání s neznámými obrovskými mořskými tvory a zároveň připomínají, že podobné jevy byly pozorovány již v dávné minulosti. Jako nejpravděpodobnější příčinu většiny pozorování předpokládají autoři setkání s velkými olihněmi, i když existují záznamy o pozorování neznámých živočichů, které takto vysvětlit nelze.

### Nevysvětlitelná samovznícení
Uvádí se řada svědectví o spontánním samovznícení člověka a jsou popsány okolnosti těchto jevů. Zároveň autoři upozorňují na fakt, že místa na nichž k samovznícení došlo se překvapivě shodují s výskytem geopatogenních zón.

### Obilné kruhy – poselství z vesmíru
V současnosti jeden z nejčastěji diskutovaných záhadných úkazů – obrazce a především kruhy v obilí je zde rozebírán především z hlediska různých teorií o původu těchto mnohokráte zdokumentovaných úkazů. Autoři přitom připomínají, že nemalá část kruhů je prokazatelně lidského původu, ať již jako projev recese nebo třeba snaha o finanční zisk majitele pozemku, na němž se obrazec objeví. Na druhé straně uvádějí autoři knihy případy, kdy je lidský faktor prakticky s jistotou vyloučen.

### Obři, bílí koně a obrazy v poušti
Tématem kapitoly jsou veliké obrazce, vytvořené na zemském povrchu z neznámých důvodů a často i s neznámým datem vzniku. Tyto obrazce můžeme nalézt po celém světě – je zde uveden například „obr z Cerne“, nacházející v na Britských ostrovech poblíž Dorsetu, „dlouhán z Wilmingtonu“ ze Sussexu (měří přibližně 70 m), „bílý kůň z Uffingtonu“ a jako nejznámější jsou uvedeny obrazce na planině Nazca v Peru.

### Poltergeisti
Je uvedena řada příkladů působení tzv. „hřmotivého ducha“ neboli poltergeista. Jeho působením dochází údajně ke vzniku nevysvětlitelných zvuků, obvykle hlasitých úderů nebo klepání, Mnohem dramatičtější jsou projevy, kdy dochází k pohybu předmětů, vzduchem jsou nevysvětlenými silami vrhány kusy nádobí, telefonní přístroje, kameny, praskají žárovky, někdy bylo hlášeno i povalení kusů nábytku a demolice bytového zařízení. Jev se někdy odehrává v opuštěné, uzamčené místnosti, byly však hlášeny případy zranění osob létajícími předměty. Autoři uvádějí, že řadu z hlášených jevů lze často vysvětlit přirozenými příčinami, v mnoha případech zůstává však zdroj poltergeistových efektů záhadou.

### Proutkaření
Tématem kapitoly jsou schopnosti některých osob vyhledávat pomocí virgule, lidově často „proutku“ podzemní vodu, ložiska minerálů nebo mapovat základy starých, zaniklých staveb. V tomto případě oficiální věda tyto schopnosti neodkazuje do říše pohádek a bájí, ale vážně se zabývá možnou fyzikální podstatou jevu. Byly proměřovány např. změny magnetického pole v místě oznamovaných nálezů podzemní vody a ve velké řadě případů byla změna magnetického pole prokázána i fyzikálními přístroji. Přesto je však podstata jevu považována za neznámou a někteří fyzici pokládají stále proutkaření za laciný pouťový trik pro oklamání důvěřivých osob.

### Psychokineze
Psychokineze patří mezi nejvíce sporné a často diskutované parapsychologické fenomény. Označuje se tak údajná schopnost některých osob pohybovat hmotnými předměty na dálku pouhým působením vlastních duševních sil popřípadě způsobovat takto mechanickou deformaci předmětů (nejčastější je ohýbání kovových lžic nebo příborů působením myšlenek). Autoři zde vyjmenovávají několik známých osob, které veřejně předváděli působení svých psychokinetických schopností, uvádějí však zároveň, že v mnoha případech byl jednoznačně prokázán úmyslný podvod a je proto namístě silný skepticizmus i v případech, které uspokojivě vysvětleny nebyly.

### Reinkarnace
Jako reinkarnace je označován přechod duše zemřelé osoby na novorozence a tím k jakémusi znovunarození člověka. Zastánci existence tohoto jevu uvádějí údajná svědectví o znalostech malých dětí o věcech, které nemohly získat přirozenou cestou nebo i přímé vzpomínky na předchozí život reinkarnovaného člověka. Vzpomínky na dřívější životy lze údajně vyvolat u řady normálních lidí v hypnóze, někdy se dostavují po úrazu a poranění hlavy (mozku). Skeptici naopak prohlašují všechny uvedené důkazy za podvod, ať již úmyslný s cílem získat popularitu nebo peníze, nebo nevědomý, kdy zkoumané osoby mohly znát popisované události z četby nebo filmu, zapomenout na ně a v hypnóze si je opět vybavit.

### Spiritismus
Za spiritismus je označována snaha lidí spojit se s duchy zemřelých lidí obvykle za pomoci zvláště senzitivních osob, tzv. médií. Autoři uvádějí, že historicky jsou seance, tedy skupinové pokusy o vyvolávání duchů poměrně staré, nalézáme o nich zmínka již v literatuře 17. století. Obecně jsou snahy o vyvolávání duchů a komunikaci s nimi veřejností posuzovány nejrůznějším způsobem, od 100% víry v pravdivost až po naprostý skepticismus, kdy je celá seance prohlašována za předem připravené divadlo pro oklamání důvěřivých lidí.

### Světelná kola na moři
Autoři knihy uvádějí, že již od 19. století jsou ohlašována pozorování obrovských světelných kruhů v Indickém oceánu nebo Perském zálivu. Byla hlášena celá řada nočních pozorování světelných kruhů pod hladinou moře, obvykle se přitom kruhy světel pohybovaly nebo rytmicky pulzovaly. Existuje teorie, že jev je způsoben bioluminiscencí mikroskopických mořských organizmů, chybí však vysvětlení časové synchronizace proměn pozorovaného vyzařování.

### UFO
Kapitola uvádí řadu konkrétních svědectví lidí, kteří pozorovali UFO, neboli neidentifikovaný létající předmět. Je zde pochopitelně uveden klasický a vlastně první případ z roku 1947, kdy skupinu létajících talířů pozoroval pilot vojenského letadla Kenneth Arnold nad pohořím Cascade Mountains. Autoři dále rozebírají řadu přírodních jevů nebo přirozených příčin, které mohou být omylem považovány za neznámé létající předměty.

### Velká noha
Velká noha neboli Bigfoot, někdy také Sasquatch, je označení neznámého tvora podobného velkému lidoopovi, jehož pozorování bylo údajně během minulého století hlášeno z různých míst v severní Americe. Pozorovaný tvor byl údajně téměř 2 metry vysoký, porostlý tmavou srstí a jeho pojmenování vzniklo podle nalezených stop, které jsou téměř 50 cm dlouhé. Existují i vzorky chlupů tohoto tvora a nálezy hnízd v lesích. Přesto však chybí jediné přímé potvrzení existence – například nález uhynulého tvora nebo dokonce odchyt živého jedince. Podle tvrzení odborníků je tento tvor možná potomkem Gigantophiteka, prehistorického primáta, jehož kosti byly nalezeny v Číně.

### YettiaAlma
Stejně jako v předchozí kapitole se autoři zabývají neznámými humanoidními tvory. Prvním je sněžný muž neboli yetti z Himálají, o němž byly napsány stovky článků v bulvárním tisku i seriózní vědecké publikace. Dalším podobným tvorem je Alma, sněžný muž údajně pozorovaný v ruském Pamíru. I v těchto případech autoři uvádějí konkrétní hlášení pozorování těchto živočichů a konstatují, že hlavní důkaz, nález a odchyt tohoto tvora dosud nebyl přes velkou snahu podán.

### Zombiové – živoucí mrtvoly
Existence zombiů neboli oživlých mrtvol se traduje na Haiti a souvisí s tamější tradicí vúdú. Jeho šamani (bokorové) prý dokážou pomocí magických obřadů a zvířecích obětí vzbudit před nedávnem zemřelého člověka, poté ho nechají sníst zombijskou okurku, načež se z něj stane zombie, živá mrtvola bez vlastní vůle, která se využívá například při pracích na plantážích. Autoři uvádějí, že botanik Wad Davis z Harvardu měl možnost zombijskou okurku analyzovat a nalezl v ní jednak halucinogenní anestetikum a dále prudký nervový jed. Autoři proto uvádějí možnost, že zombie je vlastně paralyzovaný člověk, jehož smrt byla pouze předstiraná a který se díky podanému jedu stal pouhou loutkou bez vůle poslouchající slepě každý příkaz svých věznitelů.